# Rathdrum
Rathdrum (in irlandese Ráth Droma che significa forte ad anello del crinale) è un villaggio situato nella Wicklow, Irlanda. Si trova sulla sponda occidentale dell'Avonmore, un fiume che scorre nella valle di Clara.

## Infrastrutture e trasporti
Rathdrum possiede l'omonima stazione, situata sulla ferrovia Dublino-Rosslare, aperta il 18 luglio 1863.